# Drag (Nordland)
Pour les articles homonymes, voir Drag (homonymie).
Drag est une localité du comté de Nordland, en Norvège.

## Géographie
Administrativement, Drag fait partie de la kommune de Tysfjord.